# George Hamilton

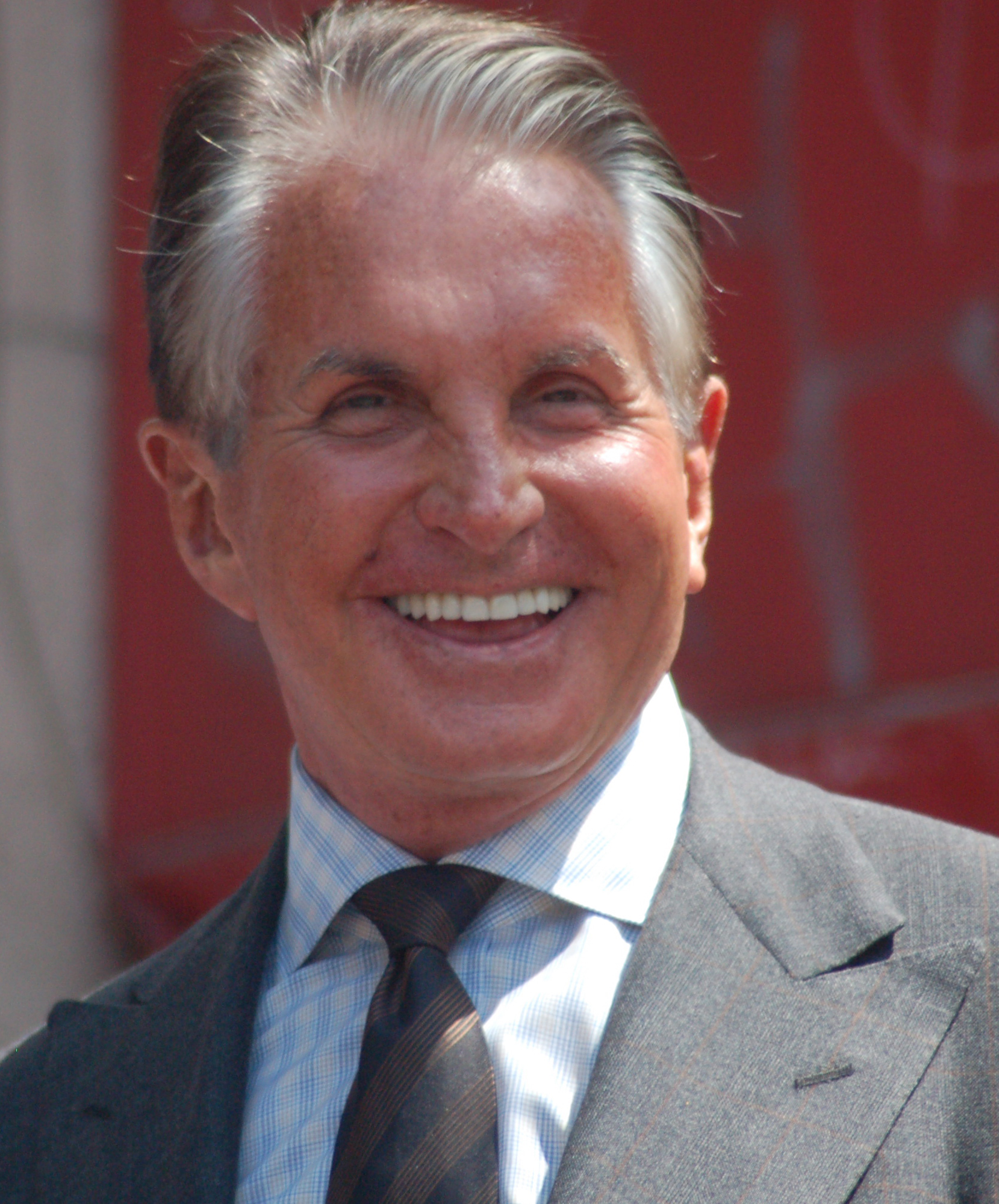
George Hamilton (2009)

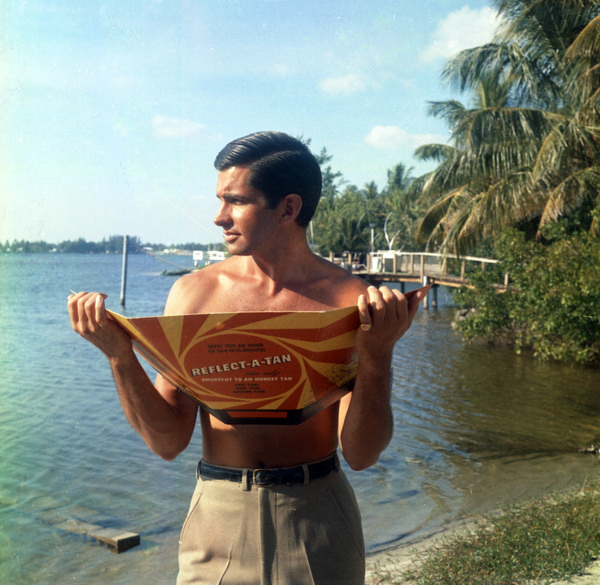
George Hamilton am Strand von Palm Beach (1965)

George Stevens Hamilton IV (* 12. August 1939 in Memphis, Tennessee) ist ein US-amerikanischer Film- und Fernsehschauspieler und gelegentlicher Produzent.

## Wirken
George Hamilton begann seine Filmkarriere 13-jährig im Jahr 1952. In der Folgezeit spielte er einige, zunächst eher kleine Rollen bei Film und Fernsehen. Seine erste Film-Hauptrolle hatte er 1959 in Crime & Punishment, USA, eine in der Beatnik-Szene spielende Adaption von Schuld und Sühne. Hierfür wurde er 1960  mit dem Golden Globe Award als Bester Nachwuchsdarsteller ausgezeichnet.
In den 1960er-Jahren wurde Hamilton zeitweise als kommender großer Hollywood-Star gehandelt und hatte mit Metro-Goldwyn-Mayer einen Studiovertrag. Er spielte im Laufe der Dekade viele Hauptrollen oder größere Nebenrollen. In Filmen wie der College-Komödie Dazu gehören zwei oder dem Liebesfilm Licht auf der Piazza wurde er im Rollenfach des romantischen Liebhabers besetzt. Eine seiner anspruchsvolleren Aufgaben war die Darstellung des Country-Stars Hank Williams in der Filmbiografie Your Cheatin’ Heart aus dem Jahr 1964. In dem gegen Ende der Dekade aufkommenden New Hollywood war Hamilton mit seiner Leinwandpersönlichkeit eher deplatziert, woraufhin er sich mangels Kinoangeboten dem Fernsehgeschäft zuwandte.
In den folgenden Jahrzehnten bis in die Gegenwart wirkte Hamilton an vielen bekannten Serien mit, darunter zweimal als Mörder in der Krimiserie Columbo sowie als Joel Abrigore in der sechsten Staffel von Der Denver-Clan. Daneben übernahm er Hauptrollen in zahlreichen Fernsehfilmen und B-Movies. Mit den parodistischen Komödien Liebe auf den ersten Biss (1979) und Zorro mit der heißen Klinge (1981), in denen er jeweils die Hauptrolle spielte und die er auch mitproduzierte, konnte er noch einmal auf der Kinoleinwand auf sich aufmerksam machen. In größeren Kinoproduktionen musste er sich mit Nebenrollen begnügen, so als B. J. Harrison, der Finanzberater der Corleones, in Der Pate III (1990) und in dem Woody-Allen-Film Hollywood Ending (2002). In Filmen wie Doc Hollywood, Bulworth und Wo die Liebe hinfällt ... übernahm er Cameo-Auftritte, in denen er zum Teil sich selbst darstellte.
Zwischenzeitlich war Hamilton auch als Musicaldarsteller am Broadway aktiv. So gab er 2001, 2002 und 2007 den Billy Flynn in dem Musical Chicago. 2009 hatte der Film My One and Only von Richard Loncraine auf der Berlinale 2009 Welturaufführung. Der Film erzählt Jugenderinnerungen von George Hamilton. Er selbst wirkte als Executive Producer bei der Entstehung des Films mit. Ebenfalls 2009 nahm er an der neunten Staffel von I’m a Celebrity…Get Me Out of Here!, der britischen Version von Ich bin ein Star – Holt mich hier raus!, teil.
Von 2017 bis 2019 hatte Hamilton eine wiederkehrende Nebenrolle als Milliardär Spencer Blitz in der Serie American Housewife, ebenso übernahm er im Laufe der 2010er-Jahre Gastauftritte in mehreren Sitcoms wie Hot in Cleveland, 2 Broke Girls und Grace and Frankie. Insgesamt umfasst sein filmisches Schaffen bislang rund 130 Film- und Fernsehproduktionen.

### Privates und Image
Fast noch bekannter als durch seine Rollen wurde Hamilton durch sein Leben neben den Filmkameras. Er ist berüchtigt für seine ewige Sonnenbräune und sein schillerndes Privatleben, wobei er sein Image auch immer wieder selbstironisch aufs Korn nimmt. So spielte er mit seiner Sonnenbräune den „Crispy Colonel Sanders“ in Werbespots für Kentucky Fried Chicken. Äußerlich wurde er oft mit Warren Beatty verglichen und auch verwechselt.
Mitte der 1960er-Jahre datete Hamilton Lynda Bird, die Tochter des damaligen US-Präsidenten Lyndon B. Johnson. Er war von 1972 bis 1976 mit dem Model Alana Stewart verheiratet, ihr Sohn Ashley Hamilton wurde 1974 geboren. Nach der Scheidung von Stewart heiratete er nicht wieder, datete aber verschiedene Models und Schauspielerinnen. Aus seiner Beziehung mit Kimberly Blackford hat er noch einen jüngeren Sohn, George Thomas Hamilton, der 1999 geboren wurde. Für einige Jahre bis 2013 war Hamilton mit der deutschen Orthopädin und Kosmetikvertreiberin Barbara Sturm liiert, in dieser Zeit hielt er sich häufiger in Deutschland auf. Hamilton pflegte eine enge Freundschaft mit der ehemaligen Frau des Diktators der Philippinen, Imelda Marcos.

## Filmografie (Auswahl)
- 1952: Mann gegen Mann (Lone Star)
- 1953: Die Stadt unter dem Meer (City Beneath the Sea)
- 1953: Gefährtin seines Lebens (The President’s Lady)
- 1959: Crime & Punishment, USA
- 1960: Das Erbe des Blutes (Home from the Hill)
- 1960: Dazu gehören zwei (Where the Boys Are)
- 1961: Und die Nacht wird schweigen (By Love Possessed)
- 1961: Massaker im Morgengrauen (A Thunder of Drums)
- 1962: Licht auf der Piazza (Light in the Piazza)
- 1962: Zwei Wochen in einer anderen Stadt (Two Weeks in Another Town)
- 1963: Die Sieger (The Victors)
- 1964: Your Cheatin’ Heart
- 1965: Viva Maria!
- 1966: In einem anderen Land (A farewell to Arms; Fernseh-Miniserie)
- 1966: Der große Coup von Casablanca (L’Homme de Marrakech)
- 1967: Der gnadenlose Ritt (A Time for Killing)
- 1967: Der Diamantenprinz (Jack of Diamonds)
- 1968: Die sechs Verdächtigen (The Power)
- 1969: Die Macht des Geldes (The Survivors; Fernsehserie, 13 Folgen)
- 1970: Paris 7000 (Fernsehserie, 10 Folgen)
- 1971: Evel Knievel
- 1973: Die Toten sterben nicht (The Dead Don't Die, Fernsehfilm)
- 1973: Tod auf Rhodos (Medusa)
- 1973: Der Mann, der die Katzen tanzen ließ (The Man Who Loved Cat Dancing)
- 1975: Columbo: Der Schlaf, der nie endet (A Deadly State of Mind, Fernsehreihe)
- 1975: Einmal ist nicht genug (Once Is Not Enough)
- 1977: Ein Sheriff in New York (McCloud; Fernsehserie, 1 Folge)
- 1977: Roots (Fernseh-Miniserie, Teil VI.)
- 1977: Tod an Bord (Killer on Board, Fernsehfilm)
- 1977: Sextette
- 1979: Liebe auf den ersten Biss (Love at First Bite)
- 1979: Nur drei kamen durch (Contro 4 bandiere)
- 1979: Todesfalle auf dem Highway (Death Car on the Freeway, Fernsehfilm)
- 1981: Zorro mit der heißen Klinge (Zorro the Gay Blade)
- 1985–1986: Der Denver-Clan (Dynasty; Fernsehserie, 15 Folgen)
- 1987: Spies (Fernsehserie, 6 Folgen)
- 1990: Der Pate III (The Godfather Part III)
- 1991: Doc Hollywood
- 1991: Columbo: Der erste und der letzte Mord (Caution: Murder Can Be Hazardous to Your Health, Fernsehreihe)
- 1992: Es war einmal ein Mord (Once Upon a Crime)
- 1992: Der Mörder und sein Double (The House on Sycamorestreet, Fernsehfilm)
- 1993: Amore!
- 1993: Das Paradies am Ende der Berge (deutscher Fernsehfilm)
- 1994: Der Mörder unserer Kinder (Two Fathers: Justice for the Innocent)
- 1996: Playback – Liebe zu viert (Playback)
- 1996: Diagnose: Mord (Diagnosis: Murder; Fernsehserie, Folge Übersinnliche Freunde)
- 1996: Hart aber herzlich – Operation Jennifer (Hart to Hart: Till Death Do Us Hart, Fernsehfilm)
- 1997: Jäger der verlorenen Schädel (8 Heads in a Duffel Bag)
- 1997–1998: Jenny (Fernsehserie, 18 Folgen)
- 1998: Casper trifft Wendy (Casper Meets Wendy)
- 1998: Bulworth (Cameo-Auftritt)
- 1998: Auf dem Laufsteg ist die Hölle los (She's Too Tall)
- 1999: Baywatch – Die Rettungsschwimmer von Malibu (Baywatch, Fernsehserie, Folge 9x21)
- 2002: Hollywood Ending
- 2004: Coole Weihnachten (A Very Cool Christmas, Fernsehfilm)
- 2005: Joey (Fernsehserie, Folge Joey and the Bachelor Thanksgiving)
- 2005: Wo die Liebe hinfällt … (Rumor Has It...) (Cameo-Auftritt)
- 2005: The L.A. Riot Spectacular
- 2013: Hot in Cleveland (Fernsehserie, Folge Love Is All Around)
- 2016: Silver Skies
- 2016: 2 Broke Girls (Fernsehserie, Folge And You Bet Your Ass)
- 2017–2019: American Housewife (Fernsehserie, 8 Folgen)
- 2018: Swiped
- 2019: Grace and Frankie (Fernsehserie, Folge The Alternative)